# Sournia
Sournia (Sornian trong tiếng Occitan) là một xã trong tỉnh Pyrénées-Orientales, vùng Occitanie tây nam Pháp. Xã này nằm ở khu vực có độ cao 500 mét trên mực nước biển.
Sournia là xã nằm ở Fenouillèdes, phần Languedoc của Pyrénées-Orientales, bên sông Désix. Sournia có cự ly 22 km so với Ille-sur-Têt và Vinça, 24 km so với Prades và Saint-Paul-de-Fenouillet, 30 km so với Latour-de-France và 34 km so với Axat.
 Khu vực này trồng nho.
Ở đây có phế tích nhà thờ Saint-Michel thế kỷ 10.

## Biến động dân số
Graph of population change 1794-1999